# 徐懷愛
徐懷愛（1513年—？），字曰民，號南洋，浙江紹興府餘姚縣人，民籍，明朝政治人物。

## 生平
嘉靖十六年（1537年）丁酉科浙江鄉試第六名舉人。嘉靖二十六年（1547年）中式丁未科會試第一百七十名，登第三甲第一百九十名進士。兵部觀政，授江西万载知县。

## 家族
曾祖徐廷華；祖父徐堂；父徐鏡。嫡母祝氏；生母夏氏。子应辰、应望。